# Torpstasjön
Torpstasjön är en sjö i Storumans kommun i Lappland och ingår i Umeälvens huvudavrinningsområde. Sjön har en area på 0,256 kvadratkilometer och ligger 358,4 meter över havet. Sjön avvattnas av vattendraget Bastanbäcken.

## Delavrinningsområde
Torpstasjön ingår i det delavrinningsområde (725148-152499) som SMHI kallar för Mynnar i Storuman. Medelhöjden är 377 meter över havet och ytan är 3,14 kvadratkilometer. Räknas de 7 avrinningsområdena uppströms in blir den ackumulerade arean 90,36 kvadratkilometer. Bastanbäcken som avvattnar avrinningsområdet har biflödesordning 2, vilket innebär att vattnet flödar genom totalt 2 vattendrag innan det når havet efter 303 kilometer. Avrinningsområdet består mestadels av skog (74 procent) och sankmarker (11 procent). Avrinningsområdet har 0,25 kvadratkilometer vattenytor vilket ger det en sjöprocent på 8 procent.